# 衆議院選挙区一覧 (1947-1993)
衆議院選挙区一覧（しゅうぎいんせんきょくいちらん）は、日本の衆議院議員総選挙において、1947年の第23回総選挙から1993年の第40回総選挙まで用いられた中選挙区制における選挙区の区割りを示したものである。

## 概説

### 衆議院議員選挙法施行時の制度変遷（第1 - 23回）
大日本帝国憲法下において制定された衆議院議員選挙法では、以下のような選挙制度の変遷をたどっている。
- 第1回（1890年） - 第6回（1898年）

小選挙区制・定数300。各府県（北海道及び沖縄県を除く）を3〜12の小選挙区に分割し、257の選挙区を設置。選挙区の定数は原則として1であるが、郡部の区割りが困難であったことから定数2の選挙区が43箇所設置された。
- 第7回（1902年） - 第13回（1917年）

1900年の衆議院議員選挙法改正により導入、1902年の再改正により定数・区割りの一部を変更。大選挙区制・定数381。各道府県において市制を施行している市（主に道府県庁所在地）はそのまま市域を選挙区とし、それ以外の郡部を一括して一つの選挙区とした（そのため、市が存在しない県は自動的に全県区となる）。定数は最大の新潟県郡部（新潟市以外の全域）が13、最小は市単位の選挙区を中心に1とばらつきが大きい。
1902年の再改正では、新しく市制を施行した都市の細分化を中心に分区が行われている。なお、北方領土及び沖縄県の先島諸島（宮古諸島及び八重山諸島）には選挙区が設定されなかった。
- 第14回（1920年） - 第15回（1924年）

1919年の衆議院議員選挙法改正により導入。定数は464と大幅に増加。再び小選挙区制となるが、この区割りによる選挙は2回しか実施されなかった。選挙区ごとの定数は1〜3と幅がある。北方領土は北海道9区（定数1）の一部に、沖縄県の先島諸島は沖縄2区（定数2）の一部となり、初めて選挙が実施された。
- 第16回（1928年） - 第21回（1942年）

1925年の衆議院議員選挙法改正により導入。中選挙区制、定数は466。選挙区ごとの定数は3〜5で、1947年の第23回総選挙において中選挙区制が再導入された際や、戦後の公職選挙法制定時にもこの時の区割りがベースとなった。なお、1945年4月の衆議院議員選挙法別表改正により樺太・朝鮮半島・台湾にも選挙区が設置されたが、これらの選挙区において同法に基づく選挙が実施されることは無かった。
- 第22回（1946年）

1945年12月の衆議院議員選挙法改正により導入。大選挙区制、定数は468。北海道・東京都・新潟県・愛知県・大阪府・兵庫県・福岡県を2区、それ以外の府県を全府県区とする。選挙区ごとの定数は最大の北海道1区・長野全県区・静岡全県区が14に対し最小の鳥取全県区が4。米国占領下にあった沖縄県は定数2が割り振られていたが、実際には選挙は行われなかった。また、北方領土（この選挙では北海道2区の一部とされた）においてはソ連（後にロシア）の占領・実効支配が現在に至るまで続いているため、この回以降の選挙は行われていない。
- 第23回（1947年） - 第24回（1949年）

1947年3月の衆議院議員選挙法改正により導入。再び中選挙区制となり、定数は466。1925年改正の区割りをほぼ踏襲しており、1950年制定の公職選挙法でもこの区割りがほとんどそのまま引き継がれた。東京都小笠原諸島（東京2区の一部とされた）と鹿児島県大島郡（鹿児島3区の一部とされた）、沖縄県（全県区・定数5）は米国占領下にあったため、選挙は行われなかった。

### 公職選挙法制定後の主要な変遷（第24 - 40回）
日本国憲法施行に伴いそれまでの貴族院に代わって参議院が新設され、1947年に参議院議員選挙法に基づく第1回参議院議員通常選挙を実施。1950年には院ごとに分かれていた選挙法の統合や首長公選制の導入を目的として、新しく公職選挙法が制定された。その際、衆議院の選挙区は第23回総選挙における区割りが一部、小幅な地域の変更が行われたのを除きほぼそのまま踏襲されたが、回を重ねるごとに農村部から都市部への大幅な人口の移動により回を追うごとに一票の格差が顕著となった。そのため、是正策として区割りを記載した別表1の但し書きに基づき5年ごとに行われる国勢調査の結果を反映した区割り・定数の見直しを行うこととされていたが、実際に定数是正が行われたのは中選挙区制最後の総選挙となった第40回（1993年）までの間、43年間で4回に留まった。
定数は当初、第16回から21回まで用いられた3〜5であったが1953年の奄美群島返還に伴い定数1の奄美群島選挙区が新設され、1986年5月の公職選挙法改正による定数是正（8増7減で合計定数512とする）において北海道1区が定数5→6に増員され最大定数となる一方で新潟4区・石川2区・兵庫5区・鹿児島3区が定数3→2に減員され、選挙区ごとの定数幅は1〜6に拡大した。1992年の公職選挙法改正（9増10減で定数511とする）では新たに福岡1区が定数5→6となり、東京8区・和歌山2区・大分2区・宮崎2区が定数3→2に減員。他方、唯一の小選挙区であった奄美群島区は鹿児島1区に編入され、鹿児島1区は定数4のままとされたことから実質定数減となり、選挙区ごとの定数幅は2〜6となった。
以下は、主な区割りの変遷である。定数の増減については各選挙区の項も参照。
- 第27回（1955年） - 第30回（1963年）

1953年の奄美群島返還に伴い、旧衆議院議員選挙法では鹿児島3区の一部とされていた名瀬市と大島郡を独立した奄美群島選挙区として新設、これに伴い定数は1増の467となる。同選挙区の定数は1で、1992年の公選法改正により鹿児島1区へ編入されるまでの間、唯一の小選挙区であった。
- 第31回（1967年） - 第32回（1969年）

定数が19増の486に。東京1・5・6、愛知1、大阪1区をそれぞれ2分割。
- 第33回（1972年）

同年5月の沖縄返還に伴い、沖縄全県区（定数5）において初めて選挙実施。これに伴い定数は5増の491に。
- 第34回（1976年） - 第37回（1983年）

定数が20増の511に。埼玉1、千葉1、東京7、神奈川1・3、大阪3区をそれぞれ2分割。
- 第38回（1986年） - 第39回（1990年）

定数が1増の512に。8増7減のほか、和歌山県、愛媛県、大分県で区割りの一部変更を実施。
- 第40回（1993年）

奄美群島区を鹿児島1区に編入、定数は1減の511に。翌1994年の公選法改正で小選挙区比例代表並立制が導入され、中選挙区下の総選挙はこの回が最後となった。

## 中選挙区区割り一覧
- 自治体名は1993年7月18日の第40回総選挙時点のものである。現行の自治体と名称が同一であっても、合併などにより現行の区域と境界が一致しない場合がある。
- ★は1964年・◆は1975年の公職選挙法改正で分割された選挙区。●は1992年の公職選挙法改正で合区された選挙区。

### 北海道
- 公職選挙法別表上、第5区には北方領土を含むが実際には選挙は行われていない。

第1区（定数6）※第23回（1947年） - 第37回（1983年）は定数5
札幌市、小樽市、江別市、千歳市、恵庭市
石狩支庁管内、後志支庁管内
第2区（定数4）
旭川市、留萌市、稚内市、士別市、名寄市、富良野市
上川支庁管内、宗谷支庁管内、留萌支庁管内
第3区（定数3）
函館市
檜山支庁管内、渡島支庁管内
- 現行の小選挙区制における北海道第8区と同一区域。

第4区（定数5）
室蘭市、夕張市、岩見沢市、苫小牧市、美唄市、芦別市、赤平市、三笠市、滝川市、砂川市、歌志内市、深川市、登別市、伊達市
空知支庁管内、胆振支庁管内、日高支庁管内
第5区（定数5）
釧路市、帯広市、北見市、網走市、紋別市、根室市
十勝支庁管内、釧路支庁管内、根室支庁管内、網走支庁管内

### 青森県
第1区（定数4）
青森市、八戸市、十和田市、三沢市、むつ市
東津軽郡、上北郡、下北郡、三戸郡
第2区（定数3）
弘前市、黒石市、五所川原市
西津軽郡、中津軽郡、南津軽郡、北津軽郡

### 岩手県
第1区（定数4）
盛岡市、釜石市、宮古市、久慈市、遠野市、二戸市
岩手郡、紫波郡、上閉伊郡、下閉伊郡、九戸郡、二戸郡
第2区（定数3）※第23回（1947年） - 第39回（1990年）は定数4
一関市、大船渡市、北上市、水沢市、花巻市、陸前高田市、江刺市
稗貫郡、和賀郡、胆沢郡、西磐井郡、東磐井郡、気仙郡

### 宮城県
第1区（定数5）
仙台市、塩竈市、古川市、白石市、名取市、角田市、多賀城市、岩沼市
刈田郡、柴田郡、伊具郡、亘理郡、宮城郡、黒川郡、加美郡、志田郡、遠田郡
第2区（定数3）※第23回（1947年） - 第39回（1990年）は定数4
石巻市、気仙沼市
玉造郡、栗原郡、登米郡、桃生郡、牡鹿郡、本吉郡

### 秋田県
第1区（定数4）
秋田市、能代市、大館市、男鹿市、鹿角市
鹿角郡、北秋田郡、南秋田郡、山本郡、河辺郡
第2区（定数3）※第23回（1947年） - 第37回（1983年）は定数4
横手市、本荘市、湯沢市、大曲市
由利郡、仙北郡、平鹿郡、雄勝郡
- 現行の小選挙区制における秋田県第3区と同一区域。

### 山形県
第1区（定数4）
山形市、米沢市、寒河江市、上山市、長井市、天童市、南陽市
南村山郡、東村山郡、西村山郡、南置賜郡、東置賜郡、西置賜郡
第2区（定数3）※第23回（1947年） - 第37回（1983年）は定数4
鶴岡市、酒田市、新庄市、村山市、東根市、尾花沢市
北村山郡、最上郡、東田川郡、西田川郡、飽海郡

### 福島県
第1区（定数4）
福島市、郡山市、二本松市
伊達郡、安達郡
第2区（定数5）
会津若松市、白河市、須賀川市、喜多方市
岩瀬郡、南会津郡、北会津郡、耶麻郡、河沼郡、大沼郡、東白川郡、西白河郡、石川郡、田村郡
第3区（定数3）
いわき市、原町市、相馬市
双葉郡、相馬郡
- 現行の小選挙区制における福島県第4区と同一区域。

### 茨城県
第1区（定数4）
水戸市、龍ケ崎市、笠間市、取手市、牛久市
東茨城郡、西茨城郡、鹿島郡、行方郡、稲敷郡、北相馬郡
第2区（定数3）
日立市、那珂湊市、常陸太田市、勝田市、高萩市、北茨城市
那珂郡、久慈郡、多賀郡
第3区（定数5）
土浦市、古河市、石岡市、下館市、結城市、下妻市、水海道市、岩井市、つくば市
新治郡、筑波郡、真壁郡、猿島郡、結城郡

### 栃木県
第1区（定数5）
宇都宮市、鹿沼市、日光市、今市市、大田原市、矢板市、黒磯市
河内郡、上都賀郡、塩谷郡、那須郡
第2区（定数5）
足利市、栃木市、佐野市、小山市、真岡市
芳賀郡、下都賀郡、安蘇郡、足利郡

### 群馬県
第1区（定数3）
前橋市、伊勢崎市、沼田市
勢多郡、利根郡、佐波郡
第2区（定数3）
桐生市、太田市、館林市
新田郡、山田郡、邑楽郡
第3区（定数4）
高崎市、渋川市、藤岡市、富岡市、安中市
群馬郡、北群馬郡、多野郡、甘楽郡、碓氷郡、吾妻郡

### 埼玉県
- 1975年の公職選挙法改正により旧1区（定数4）を新1区（定数3）と5区（定数3）に分割。

第1区（定数4）◆※第34回（1976年） - 第39回（1990年）は定数3
浦和市、川口市、草加市、蕨市、戸田市、鳩ヶ谷市
第2区（定数5）※第23回（1947年） - 第37回（1983年）は定数3、第38回（1986年） - 第39回（1990年）は定数4
川越市、所沢市、飯能市、東松山市、狭山市、入間市、富士見市、上福岡市、坂戸市、鶴ヶ島市、日高市
入間郡、比企郡
第3区（定数3）
熊谷市、秩父市、本庄市、深谷市
秩父郡、児玉郡、大里郡
第4区（定数4）※第23回（1947年） - 第37回（1983年）は定数3
行田市、岩槻市、春日部市、加須市、羽生市、越谷市、久喜市、八潮市、三郷市、蓮田市、幸手市
北埼玉郡、南埼玉郡、北葛飾郡
第5区（定数4）◆※第34回（1976年） - 第39回（1990年）は定数3
大宮市、鴻巣市、上尾市、与野市、朝霞市、志木市、和光市、新座市、桶川市、北本市
北足立郡

### 千葉県
- 1975年の公職選挙法改正により旧1区（定数4）を新1区（定数4）と4区（定数3）に分割。

第1区（定数5）◆※第23回（1947年） - 第37回（1983年）は定数4
千葉市（緑区の旧土気町域を除く）
船橋市、習志野市、市原市、八千代市
第2区（定数4）
銚子市、佐原市、成田市、佐倉市、八日市場市、旭市、四街道市、八街市
印旛郡、海上郡、匝瑳郡、香取郡
第3区（定数5）
千葉市緑区（旧土気町域のみ）
館山市、木更津市、茂原市、東金市、勝浦市、鴨川市、君津市、富津市、袖ケ浦市
長生郡、山武郡、夷隅郡、安房郡
第4区（定数5）◆※第34回（1976年） - 第37回（1983年）は定数3、第38回（1986年） - 第39回（1990年）は定数4
市川市、松戸市、野田市、柏市、流山市、我孫子市、鎌ケ谷市、浦安市
東葛飾郡

### 東京都
- 1964年の公職選挙法改正により旧1区（定数4）を新1区（定数3）と8区（定数3）に、旧5区（定数4）を新5区（定数3）と9区（定数3）に、旧6区（定数5）を新6区（定数4）と10区（定数4）にそれぞれ分割。
- 1968年、米国占領下にあった小笠原諸島の返還に伴い小笠原村を東京2区に編入（法律上は当初から選挙区の一部とされていた）。
- 1975年の公職選挙法改正により旧7区（定数5）を新7区（定数4）と11区（定数4）に分割。

第1区（定数3）★
千代田区、港区、新宿区
- 小選挙区制における1994年〜2017年の東京都第1区と同一区域。

第2区（定数5）※第23回（1947年） - 第30回（1963年）は定数3
品川区、大田区、島嶼部（小笠原村は米国からの返還に伴い第32回より編入）
第3区（定数4）※第23回（1947年） - 第30回（1963年）は定数3
目黒区、世田谷区
第4区（定数5）※第23回（1947年） - 第30回（1963年）は定数3
渋谷区、中野区、杉並区
第5区（定数3）★
豊島区、練馬区
第6区（定数4）★
墨田区、江東区、荒川区
第7区（定数4）◆
立川市、武蔵野市、三鷹市、昭島市、小金井市、小平市、東村山市、国分寺市、国立市、田無市、保谷市、東大和市、清瀬市、東久留米市、武蔵村山市
第8区（定数2）★※第31回（1967年） - 第39回（1990年）は定数3
中央区、文京区、台東区
- 小選挙区制における1994年〜2017年の東京都第2区と同一区域。

第9区（定数3）★
北区、板橋区
第10区（定数5）★※第31回（1967年） - 第33回（1972年）は定数4
足立区、葛飾区、江戸川区
第11区（定数5）◆※第34回（1976年） - 第37回（1983年）は定数4
八王子市、青梅市、府中市、調布市、町田市、日野市、福生市、狛江市、多摩市、稲城市、秋川市、羽村市
西多摩郡

### 神奈川県
- 1975年の公職選挙法改正により旧1区（当初定数4、第31回より5）を新1区（定数4）と4区（定数4）に、旧3区（定数5）を新3区（定数3）と5区（定数3）に分割。

第1区（定数4）◆
横浜市中区・西区・港北区・神奈川区・鶴見区・緑区
第2区（定数5）※第23回（1947年） - 第33回（1972年）は定数4
川崎市、横須賀市、鎌倉市、逗子市、三浦市
三浦郡
第3区（定数5）◆※第34回（1976年） - 第37回（1983年）は定数3、第38回（1986年） - 第39回（1990年）は定数4
藤沢市、茅ヶ崎市、相模原市、大和市、海老名市、座間市、綾瀬市
高座郡、津久井郡
第4区（定数5）◆※第34回（1976年） - 第39回（1990年）は定数4
横浜市南区・保土ケ谷区・磯子区・金沢区・戸塚区・港南区・旭区・瀬谷区・栄区・泉区
第5区（定数3）◆
平塚市、小田原市、秦野市、厚木市、伊勢原市、南足柄市
中郡、足柄上郡、足柄下郡、愛甲郡

### 新潟県
第1区（定数3）
新潟市、燕市、両津市
西蒲原郡、佐渡郡
第2区（定数3）※第23回（1947年） - 第37回（1983年）は定数4
新発田市、新津市、村上市、五泉市、白根市、豊栄市
北蒲原郡、中蒲原郡、東蒲原郡、岩船郡
第3区（定数5）
長岡市、三条市、柏崎市、小千谷市、加茂市、見附市、栃尾市
南蒲原郡、三島郡、古志郡、北魚沼郡、南魚沼郡、刈羽郡
第4区（定数2）※第23回（1947年） - 第37回（1983年）は定数3
糸魚川市、上越市、新井市、十日町市
中魚沼郡、東頸城郡、中頸城郡、西頸城郡
- 小選挙区制における1994年〜2022年の新潟県第6区と同一区域である。

### 富山県
第1区（定数3）
富山市、魚津市、滑川市、黒部市
上新川郡、中新川郡、下新川郡、婦負郡
第2区（定数3）
高岡市、新湊市、氷見市、砺波市、小矢部市
射水郡、東礪波郡、西礪波郡
- 現行の小選挙区制における富山県第3区と同一区域。

### 石川県
第1区（定数3）
金沢市、小松市、加賀市、松任市
江沼郡、能美郡、石川郡
第2区（定数2）※第23回（1947年） - 第37回（1983年）は定数3
七尾市、輪島市、珠洲市、羽咋市
河北郡、羽咋郡、鹿島郡、鳳至郡、珠洲郡
- 現行の小選挙区制における石川県第3区と同一区域。

### 福井県
福井県全県区（定数4）

### 山梨県
山梨県全県区（定数5）

### 長野県
第1区（定数3）
長野市、須坂市、中野市、飯山市
更級郡、上高井郡、下高井郡、上水内郡、下水内郡
第2区（定数3）
上田市、小諸市、更埴市、佐久市
南佐久郡、北佐久郡、小県郡、埴科郡
- 現行の小選挙区制における長野県第3区は中選挙区時代の2区に旧1区の旧上山田町域を加えた区域であり、小選挙区への移行に際して選挙区の範囲が拡大した珍しい事例である。

第3区（定数3）※第23回（1947年） - 第39回（1990年）は定数4
岡谷市、飯田市、諏訪市、伊那市、駒ヶ根市、茅野市
諏訪郡、上伊那郡、下伊那郡
第4区（定数3）
松本市、大町市、塩尻市
木曽郡、東筑摩郡、南安曇郡、北安曇郡

### 岐阜県
第1区（定数5）
岐阜市、大垣市、関市、美濃市、羽島市、各務原市
羽島郡、海津郡、養老郡、不破郡、安八郡、揖斐郡、本巣郡、山県郡、武儀郡
第2区（定数4）
高山市、多治見市、中津川市、瑞浪市、恵那市、美濃加茂市、土岐市、可児市
郡上郡、加茂郡、可児郡、土岐郡、恵那郡、益田郡、大野郡、吉城郡

### 静岡県
第1区（定数5）
静岡市、清水市、島田市、焼津市、掛川市、藤枝市
庵原郡、志太郡、榛原郡、小笠郡
第2区（定数5）
沼津市、熱海市、三島市、富士宮市、伊東市、富士市、御殿場市、下田市、裾野市
賀茂郡、田方郡、駿東郡、富士郡
第3区（定数4）
浜松市、磐田市、袋井市、天竜市、浜北市、湖西市
磐田郡、周智郡、浜名郡、引佐郡

### 愛知県
- 1964年の公職選挙法改正により旧1区（定数5）を新1区（定数3）と6区（定数3）に分割。また、2区に属していた旧守山市が名古屋市に編入されたことに伴い新1区と2区の間で区割りを変更。

第1区（定数4）★※第31回（1967年） - 第33回（1972年）は定数3
名古屋市中区・東区・北区・西区・中村区・千種区・守山区・名東区
第2区（定数4）
瀬戸市、半田市、春日井市、常滑市、小牧市、東海市、大府市、知多市、尾張旭市、豊明市
愛知郡、東春日井郡、西春日井郡、知多郡
第3区（定数3）
一宮市、津島市、犬山市、江南市、尾西市、稲沢市、岩倉市
丹羽郡、葉栗郡、中島郡、海部郡
第4区（定数4）
岡崎市、碧南市、刈谷市、豊田市、安城市、西尾市、知立市、高浜市
幡豆郡、額田郡、西加茂郡、東加茂郡
第5区（定数3）
豊橋市、豊川市、蒲郡市、新城市
北設楽郡、南設楽郡、宝飯郡、渥美郡
第6区（定数4）★※第31回（1967年） - 第33回（1972年）は定数3
名古屋市昭和区・瑞穂区・熱田区・中川区・港区・南区・緑区・天白区

### 三重県
第1区（定数5）
津市、四日市市、桑名市、上野市、鈴鹿市、名張市、亀山市、久居市
桑名郡、員弁郡、三重郡、鈴鹿郡、安芸郡、一志郡、阿山郡、名賀郡
第2区（定数3）※第23回（1947年） - 第39回（1990年）は定数4
伊勢市、松阪市、鳥羽市、熊野市、尾鷲市
飯南郡、多気郡、度会郡、志摩郡、北牟婁郡、南牟婁郡

### 滋賀県
滋賀県全県区（定数5）

### 京都府
第1区（定数5）
京都市上京区・中京区・左京区・東山区・下京区・北区・南区・山科区
第2区（定数5）
京都市右京区・伏見区・西京区
福知山市、舞鶴市、綾部市、宇治市、宮津市、亀岡市、城陽市、向日市、長岡京市、八幡市
乙訓郡、久世郡、綴喜郡、相楽郡、北桑田郡、船井郡、天田郡、加佐郡、与謝郡、中郡、竹野郡、熊野郡

### 大阪府
- 1964年の公職選挙法改正により旧1区（定数4）を新1区（定数3）と6区（定数3）に分割。
- 1975年の公職選挙法改正により旧3区（定数4）を新3区（定数4）と7区（定数3）に分割。
- 1989年に、それまで2区に属していた大阪市東区が南区と合併し中央区となったことから第39回（1990年）より旧東区域も6区に区割りが変更された。

第1区（定数3）★
大阪市西区・港区・大正区・浪速区・住吉区・西成区・住之江区
第2区（定数5）※第23回（1947年） - 第30回（1963年）は定数4
大阪市北区・都島区・福島区・此花区・淀川区・西淀川区・東淀川区・城東区・東成区・旭区・鶴見区
第3区（定数5）◆※第23回（1947年） - 第37回（1983年）は定数4
豊中市、池田市、吹田市、高槻市、茨木市、箕面市、摂津市
三島郡、豊能郡
第4区（定数4）
八尾市、富田林市、河内長野市、松原市、柏原市、羽曳野市、藤井寺市、東大阪市、大阪狭山市
南河内郡
第5区（定数5）※第23回（1947年) - 第30回（1963年）は定数3、第31回（1967年） - 第39回（1990年）は定数4
堺市、岸和田市、泉大津市、貝塚市、泉佐野市、和泉市、高石市、泉南市、阪南市
泉北郡、泉南郡
第6区（定数3）★
大阪市中央区・天王寺区・生野区・阿倍野区・東住吉区・平野区
第7区（定数3）◆
守口市、枚方市、寝屋川市、大東市、門真市、四条畷市、交野市

### 兵庫県
第1区（定数5）※第23回（1947年） - 第30回（1963年）は定数3、※第31回（1967年） - 第33回（1972年）は定数4
神戸市
第2区（定数5）
尼崎市、西宮市、洲本市、芦屋市、伊丹市、宝塚市、川西市、三田市
川辺郡、津名郡、三原郡
第3区（定数3）
明石市、加古川市、西脇市、三木市、高砂市、小野市、加西市
美嚢郡、加東郡、多可郡、加西郡、加古郡
第4区（定数4）
姫路市、相生市、龍野市、赤穂市
飾磨郡、神崎郡、揖保郡、赤穂郡、佐用郡、宍粟郡
第5区（定数2）※第23回（1947年） - 第37回（1983年）は定数3
豊岡市
城崎郡、出石郡、養父郡、朝来郡、美方郡、氷上郡、多紀郡
- 現行の小選挙区制における兵庫県第5区は中選挙区時代の5区に旧2区の川西市の一部・三田市・川辺郡を加えた区域であり、小選挙区への移行に際して選挙区の範囲が拡大した珍しい事例である。

### 奈良県
奈良県全県区（定数5）

### 和歌山県
- 海草郡は当初、1区に属していたが1986年の区割り変更に伴い第38回（1986年）より2区へ移動。

第1区（定数3）
和歌山市、海南市、橋本市
那賀郡、伊都郡
第2区（定数2）※第23回（1947年） - 第39回（1990年）は定数3
田辺市、御坊市、有田市、新宮市
有田郡、日高郡、西牟婁郡、東牟婁郡、海草郡
- 現行の小選挙区制における2022年以降の和歌山県第2区は中選挙区時代の2区よりも広く、旧2区に旧1区の海南市・橋本市・伊都郡を加えた区域である。

### 鳥取県
鳥取県全県区（定数4）

### 島根県
島根県全県区（定数5）

### 岡山県
第1区（定数5）
岡山市、津山市、備前市
御津郡、赤磐郡、和気郡、邑久郡、真庭郡、苫田郡、勝田郡、英田郡、久米郡
第2区（定数5）
倉敷市、玉野市、笠岡市、井原市、総社市、高梁市、新見市
児島郡、都窪郡、浅口郡、小田郡、後月郡、吉備郡、上房郡、川上郡、阿哲郡

### 広島県
第1区（定数4）※第23回（1947年） - 第39回（1990年）は定数3
広島市中区・東区・南区・西区・安佐北区・安佐南区・佐伯区
大竹市、廿日市市
佐伯郡、安佐郡、山県郡、高田郡
第2区（定数4）
広島市安芸区
呉市、竹原市、東広島市
安芸郡、賀茂郡、豊田郡
第3区（定数5）
尾道市、福山市、三原市、因島市、府中市、三次市、庄原市
御調郡、世羅郡、沼隈郡、深安郡、芦品郡、神石郡、甲奴郡、双三郡、比婆郡

### 山口県
第1区（定数4）
下関市、宇部市、萩市、小野田市、長門市、美祢市
厚狭郡、豊浦郡、美禰郡、大津郡、阿武郡
第2区（定数5）
山口市、防府市、下松市、岩国市、光市、徳山市、柳井市、新南陽市
大島郡、玖珂郡、熊毛郡、都濃郡、佐波郡、吉敷郡

### 徳島県
徳島県全県区（定数5）

### 香川県
第1区（定数3）
高松市
大川郡、木田郡、小豆郡、香川郡
第2区（定数3）
丸亀市、坂出市、善通寺市、観音寺市
綾歌郡、仲多度郡、三豊郡

### 愛媛県
- 伊予市・伊予郡は当初、1区に属していたが1986年の区割り変更に伴い第38回（1986年）より3区へ移動。

第1区（定数3）
松山市、北条市
温泉郡、上浮穴郡
第2区（定数3）
今治市、新居浜市、西条市、川之江市、伊予三島市、東予市
越智郡、周桑郡、新居郡、宇摩郡
- 現行の小選挙区制における愛媛県第2区と同一区域。

第3区（定数3）
宇和島市、八幡浜市、大洲市、伊予市
喜多郡、西宇和郡、東宇和郡、北宇和郡、南宇和郡、伊予郡
- 現行の小選挙区制における2022年以降の愛媛県第3区は中選挙区時代の3区よりも広く、旧3区に旧1区の東温市・上浮穴郡を加えた区域である。

### 高知県
高知県全県区（定数5）

### 福岡県
第1区（定数6）※第23回（1947年） - 第39回（1990年）は定数5
福岡市、甘木市、筑紫野市、春日市、大野城市、宗像市、太宰府市、前原市
糟屋郡、宗像郡、朝倉郡、筑紫郡、糸島郡
第2区（定数5）
北九州市若松区・戸畑区・八幡東区・八幡西区
直方市、飯塚市、山田市、中間市
遠賀郡、鞍手郡、嘉穂郡
第3区（定数5）
久留米市、大牟田市、柳川市、八女市、筑後市、大川市、小郡市
浮羽郡、三井郡、三潴郡、八女郡、山門郡、三池郡
第4区（定数4）
北九州市門司区・小倉北区・小倉南区
田川市、行橋市、豊前市
田川郡、京都郡、築上郡

### 佐賀県
佐賀県全県区（定数5）

### 長崎県
第1区（定数5）
長崎市、島原市、諫早市
西彼杵郡、北高来郡、南高来郡、上県郡、下県郡
第2区（定数4）
佐世保市、大村市、福江市、平戸市、松浦市
東彼杵郡、北松浦郡、南松浦郡、壱岐郡

### 熊本県
第1区（定数5）
熊本市、荒尾市、玉名市、山鹿市、菊池市
玉名郡、鹿本郡、菊池郡、阿蘇郡
第2区（定数4）※第23回（1947年） - 第39回（1990年）は定数5
八代市、人吉市、水俣市、本渡市、牛深市、宇土市
宇土郡、上益城郡、下益城郡、八代郡、葦北郡、球磨郡、天草郡

### 大分県
- 大分郡挾間町は当初、1区に属していたが1986年の区割り変更に伴い第38回（1986年）より2区へ移動。

第1区（定数4）
大分市、日田市、佐伯市、臼杵市、津久見市、竹田市
大分郡（挾間町を除く）、北海部郡、南海部郡、大野郡、直入郡、玖珠郡、日田郡
第2区（定数2）※第23回（1947年） - 第39回（1990年）は定数3
別府市、中津市、豊後高田市、杵築市、宇佐市
西国東郡、東国東郡、速見郡、下毛郡、宇佐郡、大分郡挾間町
- 1986年の区割り変更前の区域は現行の小選挙区制における2002年以降の大分県第3区と同一区域。

### 宮崎県
第1区（定数3）
宮崎市、延岡市、日向市、西都市
宮崎郡、児湯郡、東臼杵郡、西臼杵郡
第2区（定数2）※第23回（1947年） - 第39回（1990年）は定数3
都城市、日南市、小林市、串間市、えびの市
南那珂郡、北諸県郡、西諸県郡、東諸県郡

### 鹿児島県
- 1953年の奄美群島返還に伴い第27回（1955年）より奄美群島区（定数1）を新設。なお、旧衆議院議員選挙法の区割りでは名瀬市・大島郡は3区の一部とされていた。
- 1992年の公職選挙法改正に伴い第40回（1993年）は奄美群島区を1区（定数4）に編入、実質定数1減。

第1区（定数4）●
鹿児島市、枕崎市、串木野市、指宿市、加世田市、名瀬市（第40回のみ）
鹿児島郡、揖宿郡、川辺郡、日置郡、大島郡（第40回のみ）
第2区（定数3）
川内市、阿久根市、出水市、大口市、国分市
薩摩郡、出水郡、伊佐郡、姶良郡
第3区（定数2）※第23回（1947年） - 第37回（1983年）は定数3
鹿屋市、西之表市、垂水市
肝属郡、曽於郡、熊毛郡
- 小選挙区制における1994年〜2017年の鹿児島県第5区と同一区域。

奄美群島区（定数1）●※第39回（1990年）を最後に廃止、1区へ編入
名瀬市
大島郡

### 沖縄県
- 1972年の返還に伴い第33回より新設（1952年の公職選挙法制定時は、別表から削除されていた）。

沖縄県全県区（定数5）